# 芬兰大公国
芬兰大公國是现代芬兰的前身，是一个存在于1809年到1917年之间的俄罗斯帝国自治实体:51。
芬兰在1808年前是瑞典的一部分。1807年，瑞典卷入俄国与英国的战争中。1808年2月，俄国出兵占领芬兰地区。1809年9月17日《弗雷德里克港和约》签订后，芬兰被正式割让给俄国。1809年3月到7月，在俄国召集芬兰各阶级召开的波爾沃議會上，芬兰大公国的体制得到确定。俄国沙皇兼任芬兰大公、芬兰地区继续实行既有法律。俄国同时给予芬兰较大的自治权，保证各级官员由芬兰人充任；芬兰议会拥有立法权，能决定芬兰地区的部分事务。俄国沙皇派驻芬兰大公国的最高官员是芬蘭總督:186-200。
芬兰大公国时期，芬兰的经济得到较快发展。1890年前，芬兰人与俄罗斯统治者的关系大致良好。从1890年开始，俄罗斯帝国开始在芬兰强制推行俄罗斯化政策，芬兰的自治遭到破坏，引发芬兰人民不满。1917年12月4日，经过芬兰议会投票，芬兰独立宣言获得通过，芬兰宣布独立，芬兰大公国的历史宣告终结:51:357。

## 历史

### 瑞典割让芬兰
1808年前，芬兰是属于瑞典的领土。1807年，与法国结盟的沙皇俄国与英国开战，瑞典卷入这场战争中。1808年2月，俄国出兵占领芬兰地区。俄国方面最初并没有征服芬兰地区的计划，只作临时军事占领的打算。俄国占领芬兰之初，芬兰各地频繁起义。为了维持芬兰地区的安定，俄国方面出台一系列措施安抚芬兰人民，例如尊重芬兰的路德宗信仰以及芬兰的立法机构芬兰议会。

### 波爾沃議會

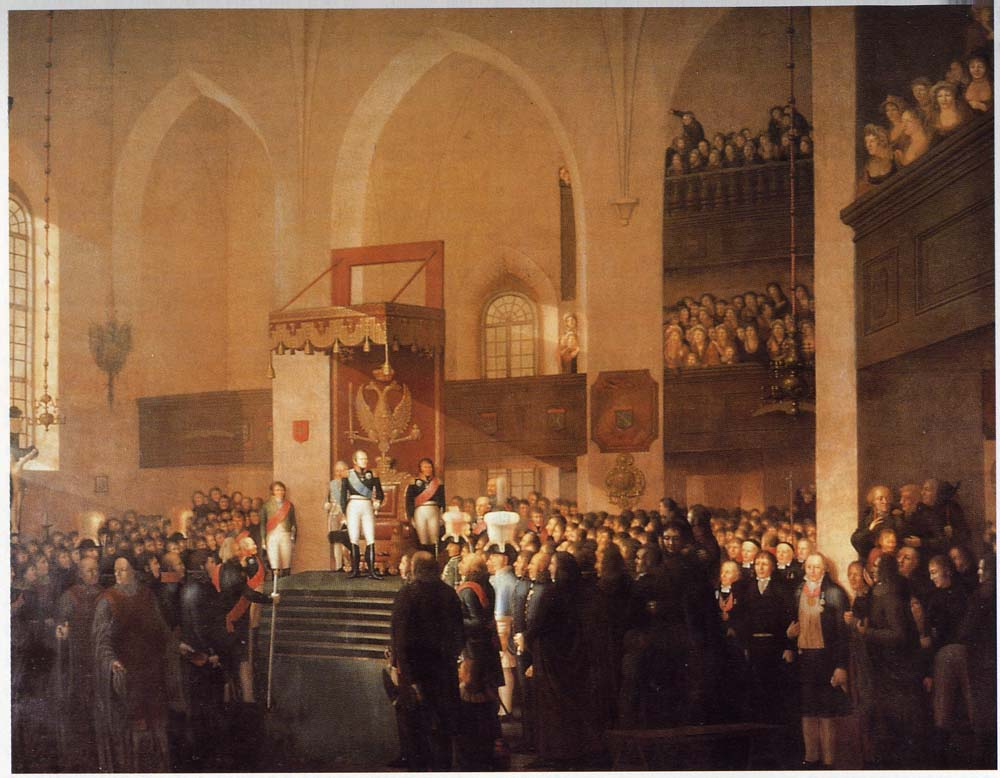
俄国沙皇召集芬兰贵族、教士、市民，以及农民四个阶级举行的波爾沃議會

瑞典因忙于对丹麦与法国作战，在俄国占领芬兰后选择放弃芬兰的土地。1809年9月17日《弗雷德里克港和约》签订后，芬兰被正式割让给俄国。1809年3月到7月，沙皇亚历山大一世召集芬兰的贵族、教士、市民，以及农民四个阶级召开议会，即后世称为波爾沃議會的会议。这次会议确立了芬兰大公国的体制。在该体制下，芬兰成为俄国的附庸国、芬兰人向俄国宣誓效忠、芬兰君主芬兰大公由俄国沙皇兼任，外交和军事完全由俄国控制，但俄国同时给予芬兰方面较高的自治权。俄国承诺尊重芬兰地区的路德宗信仰、芬兰地区继续实行既有法律、芬兰议会继续存在、俄国承诺各级官员由芬兰人充任:186-200。
根据沙皇亚历山大一世的命令，1812年俄国将此前瑞典割让的芬兰地区整合进芬兰大公国的建制内。1812年，芬兰将首都从图尔库迁移到赫尔辛基。赫尔辛基也是现代芬兰的首都:210-211。

### 民族主义运动
与频繁起义的俄国其他新吞并地区（例如波兰）不同，因为芬兰大公国拥有较高自治权，大多数芬兰人对芬兰大公国的体制感到满意。在俄国强制推行俄罗斯化政策前，芬兰并未出现影响力较强的独立运动:219-226;343-345。
在瑞典统治时期，芬兰地区唯一的官方语言是瑞典语。在芬兰大公国时代，要求芬兰语作为官方语言的呼声愈發高涨。芬兰议会在1863年通过一项语言法案，将芬兰语指定为与瑞典语具有相同地位的官方语言之一。但芬兰语官方化的进展相对缓慢，直到20世纪初，芬兰语官方化的进程才基本完成:258-276。在芬兰大公国时期，芬兰瑞典族的民族主义运动也开始萌芽。1906年，芬兰瑞典族成立旨在保护自身族群利益的芬兰瑞典族人民党:288-290。

### 俄罗斯化的强制推行

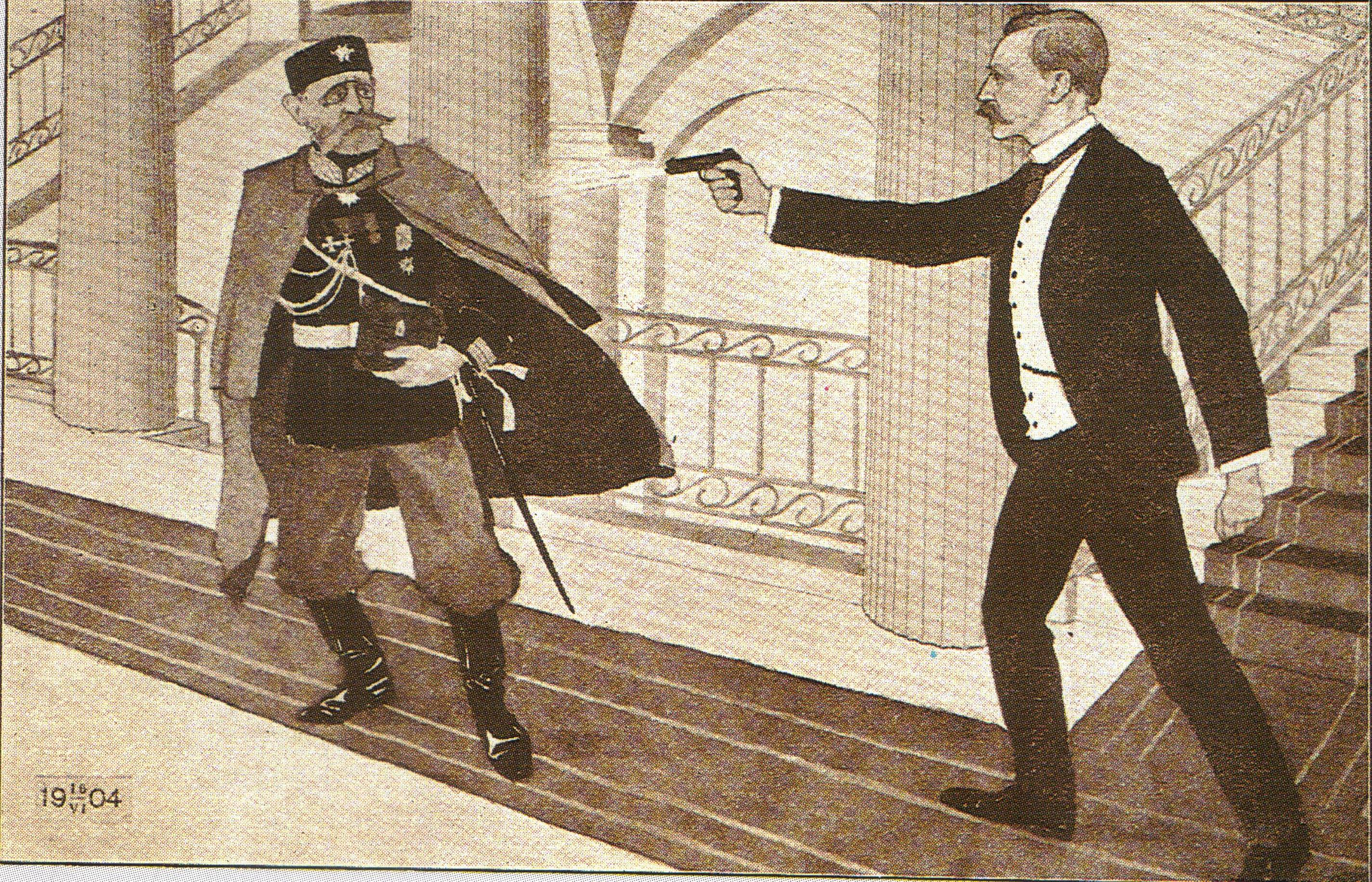
1904年，俄国派遣的芬兰总督尼古拉·博布里科夫被芬兰民族主义者尤金·绍曼刺杀

俄国在19世纪80年代制定了一套关于逐步收紧芬兰地区自主权的计划，但沙皇亚历山大三世认为这一进程会相当缓慢，甚至可能耗费几代人的时间。从1890年开始，俄国基于自身严峻的国防形势，开始在芬兰地区强制推行俄罗斯化政策，并加快收紧芬兰地区自治权的进程。1894年亚历山大三世去世后，末代沙皇尼古拉二世上台。在主张收紧芬兰地区自治权的官员的游说下，尼古拉二世开始采取更加激进的政策:72-73。
1894年后，芬兰大公国的部分高级政府部门开始使用俄语。1899年，俄国对芬兰议会的立法权进行了限制，沙皇有权决定芬兰议会是否可以对某些议题进行立法，使芬兰议会的立法权受到很大限制。对芬兰议会的限制行动引发芬兰人抗议行动，但俄国并没有理会芬兰人的抗议。在抗议浪潮中，俄国对芬兰大公国的新闻审查也开始加强。1901年，俄国对征兵法进行修正，要求芬兰人在俄国军队而不是过去相对独立的芬兰军队中服役。但此举引发芬兰人的不满。1902年，芬兰50%以上的被征者没有到军队报到。最后，俄国取消了这一新法案，并改为向芬兰人征收一笔额外的税收，以代替服兵役。俄国同时开始在芬兰的中学增加俄语课。俄国在芬兰强制推行俄罗斯化的政策导致芬兰国内开始出现反俄抗争。1904年，俄国派遣的芬兰总督尼古拉·博布里科夫被芬兰民族主义者尤金·绍曼刺杀。在俄国开始尝试限制芬兰的自主权后，芬兰的独立运动开始获得更多支持:335-343:73-74。
日俄战争的爆发使俄国暂时中止对芬兰的俄罗斯化政策，对芬兰人做出妥协。但1908年后，俄国又重新开始限制芬兰的自治权。第一次世界大战的爆发使俄国对芬兰的榨取进一步加强。越来越多的芬兰人在一战期间被逮捕并按俄国法律审判。俄国派驻芬兰地区的宪兵数量在这一时期也显著增加:335-342。

### 独立

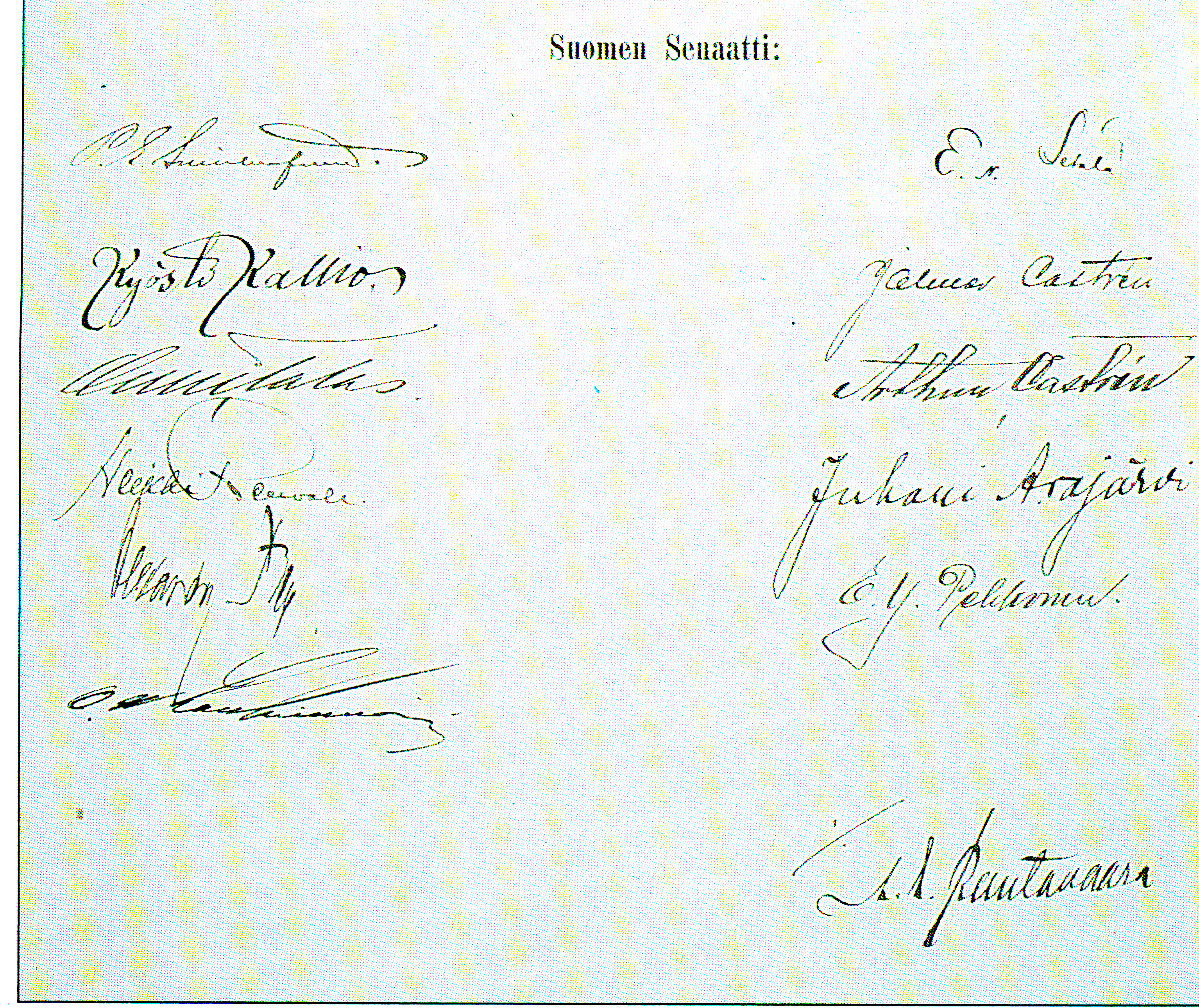
芬兰独立宣言文件上的签名

第一次世界大战爆发后，部分芬兰民族主义者在德国的支持下在德国秘密展开军事训练。1917年俄国爆发二月革命后，沙皇政权被推翻，新成立的临时政府对沙皇时代派遣到芬兰的官员进行了整肃，废止了俄罗斯化时期的专制法令、解除芬兰地区的新闻审查，并且释放了政治犯。这一系列举措暂时缓解了芬兰大公国与俄国的矛盾:346-351。
1916年7月改选的芬兰议会中，芬兰社会民主党占有多数地位。这也使芬兰议会成为世界上第一个社会民主主义政党获得多数的国家级立法机构。这届议会在俄国二月革命后通过法律，对芬兰的自主权进行了进一步扩大，但此举引发俄国临时政府不满。俄国临时政府于1917年7月31日发布命令，勒令芬兰重新选举议会。芬兰方面接受了俄国方面的要求。1917年10月，芬兰重新进行议会选举，社会党失去多数地位，社会党阁员纷纷退出内阁。1917年11月，俄国爆发十月革命后，芬兰议会再度通过法令，扩大自身自治权，新上台的布尔什维克政府未对这一法令提出异议。因为与社会党的协商失败，芬兰议会在1917年11月26日批准建立一个没有社会党参与的联合内阁。联合内阁将芬兰独立作为首要施政方略。1917年12月6日，芬兰通过新宪法，正式宣布独立。苏俄在1917年12月31日正式承认芬兰，是第一个承认芬兰的国家:351-357:83-84。
独立后的芬兰很快因为由激进派掌权的社会党与其他势力爆发矛盾而进入内战状态。芬兰内战中的两大势力是社会党的赤卫队与芬兰政府的政府军。苏俄在芬兰内战中对赤卫队给予支持、德国则是曾给予芬兰政府军支持。芬兰内战最终以政府军胜利告终。胜利的政府军对赤卫队一方给予了相对温和的处理。1920年，芬兰与苏俄签订《塔爾圖和約》，终结双方战争状态。该条约内容对芬兰有利，导致芬兰与苏俄此后长期关系紧张，并间接导致1940年冬季战争的爆发:357-373。芬兰独立后，从1920年到20世纪30年代初，芬兰的政局均处于不稳状态，极端主义运动直到20世纪30年代后半程初才逐渐平息。

## 政治

芬兰大公国的行政区划

芬兰大公国的国家元首芬兰大公由俄国沙皇兼任。基于使芬兰地区保持稳定的政治考虑，俄国给予芬兰大公国较大的自治权。芬兰地区不实行俄罗斯法律，而是实行既有的法律与宪法（例如俄国人移民到芬兰需要按芬兰的法律进行归化）；沙皇作为芬兰君主拥有较大权力，但沙皇的权力在芬兰受到宪法的限制；芬兰大公国的各级官员原则上由芬兰人担任；芬兰大公国拥有独立的立法机构芬兰议会:188-206。
为了处理芬兰的事务，俄国在圣彼得堡设置了专门处理芬兰事务的芬兰国务秘书一职。俄国沙皇派驻芬兰大公国的最高官员是芬蘭總督。芬兰总督对芬兰的政治事务进行监察，总督府的官员也不需要遵守官员需要由芬兰人充任的原则。因为大部分芬兰总督都不懂芬兰当地语言瑞典语或芬兰语，芬兰大公国的政务会议一般由一名副主席主持，因此这名副主席实际上担任芬兰大公国的首相角色。芬兰大公国的财政独立于俄国其他部分，财政收入均用于芬兰本地事务:186-206。
从1870年开始，俄国开始尝试削弱芬兰的自主权并推行俄罗斯化政策。俄罗斯化政策的强度在1890年后大为加强。此举引发芬兰人的不满，使芬兰人开始出现明显的反抗情绪:51;71-73:357。

## 经济

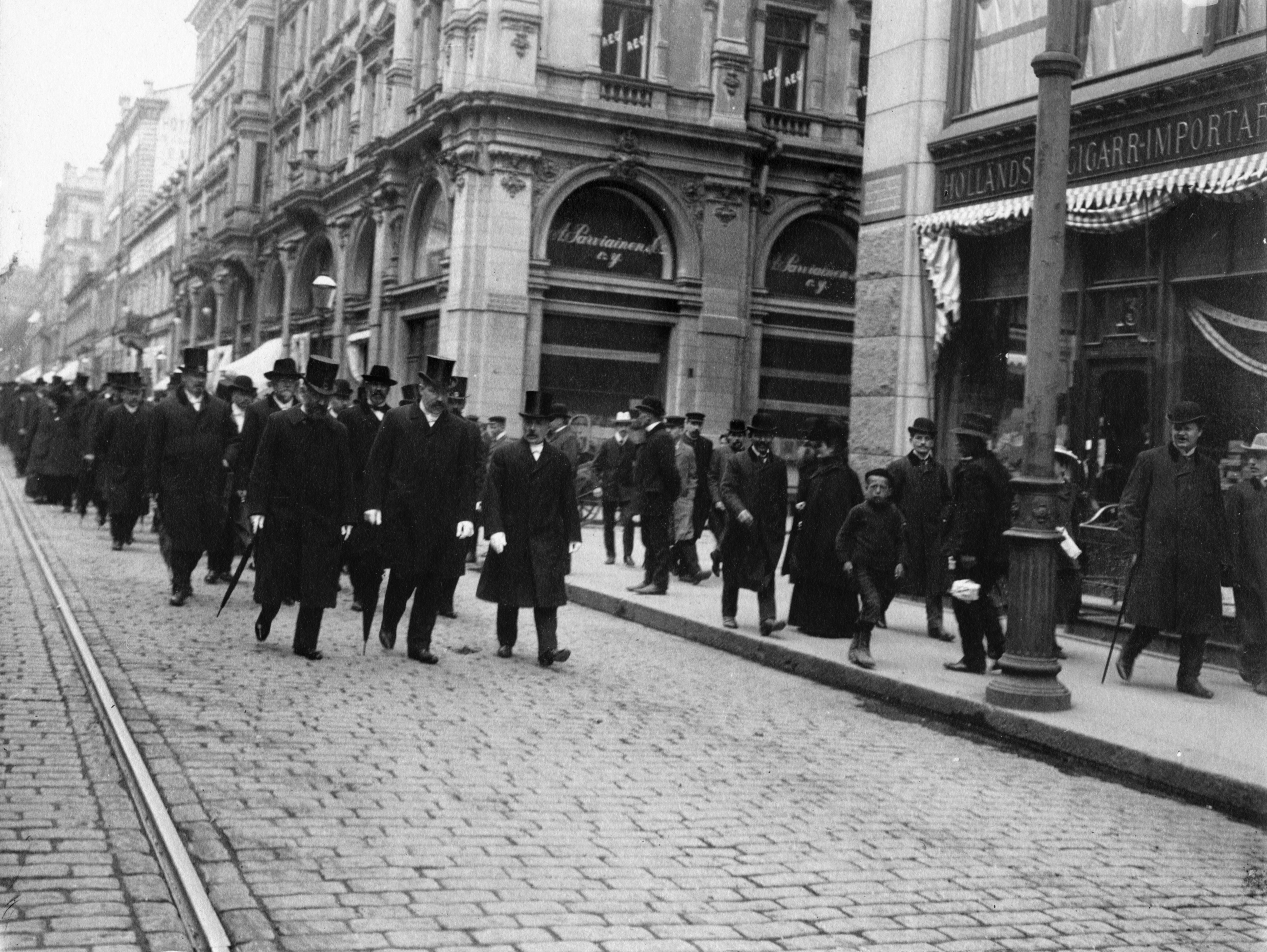
1907年的赫尔辛基街头

芬兰大公国时代，芬兰的经济得到较快发展。1811年时，芬兰有105.3万人口，其中仅有大约4万人居住在城市中，而人口在一万人以上的城镇仅有当时芬兰的首都图尔库。此时，芬兰是一个以农业为支柱的国家，工业与商业都不发达。19世纪上半程，通过引进新的农业技术，芬兰的农业产量实现了较快增长。从19世纪70年代开始，木材工业成为芬兰的新兴工业，使农民的生活得到进一步改善。例如，1870年以后，煤油灯在芬兰普及；1865年后，芬兰各地的进口缝纫机销量开始增加；社会较低阶层也逐渐能消费得起咖啡和砂糖。芬兰大公国的政府在19世纪曾投入大量人力物力在农业现代化上。1840年，芬兰第一所农业学校开学。后来，芬兰各地又陆续有农业学校和农民培训学校开张。芬兰刚被割让给俄国时，芬兰的主要农产品是谷物。但到20世纪初，主要的农产品已经转化为鮮奶油:300-330。
芬兰的工业在1850年前有一定发展，但发展速度缓慢。1850年时，芬兰基本没有规模较大的工厂。1850年后，芬兰的工商业速度加快，其中发展最快的是木材工业。1840年后，芬兰方面开始重视水运，并在1856年修建了第一条具有较重要意义的运河，即塞马运河。1855年，俄国出于国防目的开通了芬兰到圣彼得堡的电报线。这一线路1858年后开放给民间使用。芬兰第一家银行于1862年开张。1862年，芬兰第一条铁路通车。1868年，芬兰首都赫尔辛基到俄国首都之间的铁路全线贯通。1900年后，芬兰实现了火车机头与车厢的国产化。随工商业的发展，芬兰城市化进度也加快了。1850年时，芬兰有10.5万城市人口。1890年时，芬兰城市人口相较1850年增加了100%以上。到1914年，芬兰的城市人口又在1890年基础上增加了200%。1910年，芬兰的农业人口比例从1850年的90%降低到66%:300-330。
虽然芬兰大公国是俄国的一部分，但芬兰在经济上与其他国家保持较密切的往来，尤其是与瑞典之间。1914年时，芬兰三分之二的贸易额产生自俄国以外的国家。瑞典的货币直到1840年前仍然在芬兰大公国流通。芬兰于1860年推出自己的货币芬兰马克。1865年，芬兰宣布采用货币银本位制。因白银价格下跌，1877-1878年，芬兰通过一系列法案，货币改用金本位制:300-330。

## 旗帜

芬兰大公国时期的一种非官方民用旗，由说芬兰语的芬兰人使用

芬兰大公国没有官方旗帜。19世纪60年代芬兰议会曾讨论过旗帜问题，但最后未能选出一面旗帜:110–140。1821年以后，芬兰船只获得不经特别许可悬挂俄国国旗的权利。芬兰船只用旗帜存在一些变种：一部分旗帜是白底、红底，或蓝底的，俄国国旗图案位于左上角；一部分旗帜有六道或九道色带，也就是将俄国国旗的白—蓝—红配色重复两次或三次:88-90。与现代芬兰国旗相似的蓝色十字旗最早出现于1861年，由芬兰的一家游艇俱乐部首先启用:78-80。19世纪末，含有芬兰纹章的非正式旗帜开始出现，部分私人地产上会使用这样的旗帜，但官方场合仍然以使用俄国三色旗为主。独立出席1912年夏季奥林匹克运动会的芬兰代表队使用的旗帜是一面白底、写有芬兰国名的旗帜。在这面旗帜上方悬挂着一面俄国国旗:176–178。